# کارولینا بیلاوسکا
کارولینا بیلاوسکا (به انگلیسی: Karolina Bielawska) (زاده ۱۱ آوریل ۱۹۹۹) مدل، مجری تلویزیون و ملکه زیبایی لهستانی است.
او به نمایندگی از لهستان در مسابقات دوشیزه دنیا در سال ۲۰۲۱ شرکت کرد و برنده شد.